# Миргороди
Ми́ргороди —  село в Україні, у Зміївській міській громаді Чугуївського району Харківської області. Населення становить 270 осіб. До 2020 орган місцевого самоврядування — Тимченківська сільська рада.

## Географія
Село Миргороди знаходиться на лівому березі річки Мжа. Вище за течією на відстані 2 км розташоване село Тимченки, нижче за течією на відстані 2 км - село Реп'яхівка, на протилежному березі - село Соколове. Русло річки звивисте, утворює багато заболочених озер. У селі є залізнична станція Платформа 16 км. До села примикає великий лісовий масив - ліс Малий Бір (сосна).

## Історія
1689 — дата заснування.

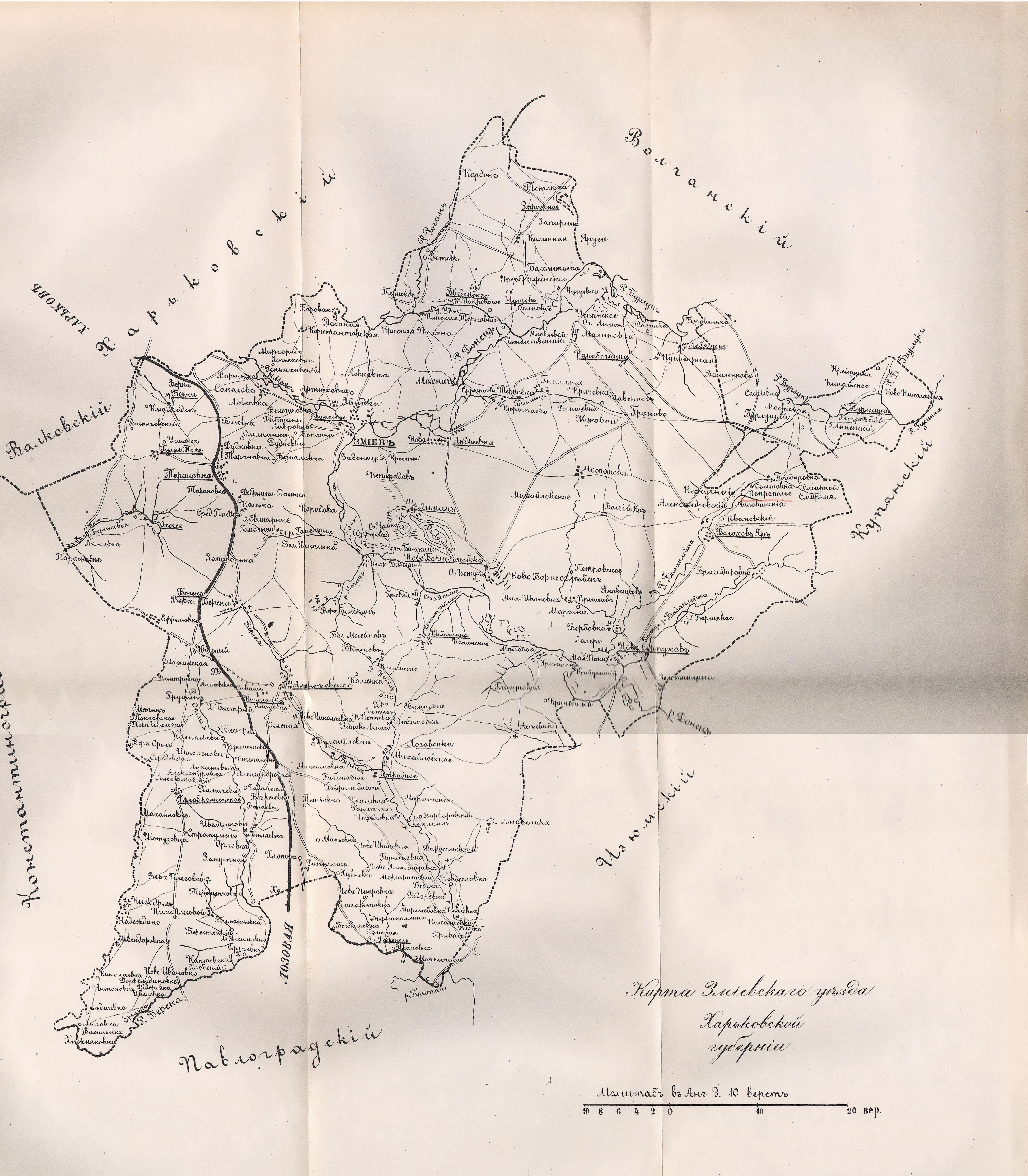
Мапа Зміївського повіту (1887 рік). Село розташоване у північносхідній частині повіту

12 червня 2020 року, відповідно до Розпорядження Кабінету Міністрів України  № 725-р «Про визначення адміністративних центрів та затвердження територій територіальних громад Харківської області», увійшло до складу Зміївської міської громади.
19 липня 2020 року, в результаті адміністративно-територіальної реформи та ліквідації Зміївського району, село увійшло до складу Чугуївського району Харківської області.

## Населення

### Мова
Розподіл населення за рідною мовою за даними перепису 2001 року:
| Мова       | Кількість | Відсоток |
| ---------- | --------- | -------- |
| українська | 236       | 87.41%   |
| російська  | 34        | 12.59%   |
| Усього     | 270       | 100%     |